# تورو ناكامورا (لاعب غولف)
تورو ناكامورا (باليابانية: 中村通؛ بالكانا: なかむら とおる) هو لاعب غولف ياباني، ولد في 31 أكتوبر 1950 في أوساكا في اليابان.

## وصلات خارجية
- تورو ناكامورا على موقع رابطة اليابان للاعبي الغولف المحترفين (الإنجليزية)
- تورو ناكامورا على موقع التصنيف العالمي الرسمي للغولف (الإنجليزية)